# Chhata
Chhata è una suddivisione dell'India, classificata come nagar panchayat, di 19.836 abitanti, situata nel distretto di Mathura, nello stato federato dell'Uttar Pradesh. In base al numero di abitanti la città rientra nella classe IV (da 10.000 a 19.999 persone).

## Geografia fisica
La città è situata a 27° 43' 0 N e 77° 30' 0 E e ha un'altitudine di 185 m s.l.m..

## Società

### Evoluzione demografica
Al censimento del 2001 la popolazione di Chhata assommava a 19.836 persone, delle quali 10.774 maschi e 9.062 femmine. I bambini di età inferiore o uguale ai sei anni assommavano a 3.795, dei quali 2.050 maschi e 1.745 femmine. Infine, coloro che erano in grado di saper almeno leggere e scrivere erano 10.089, dei quali 6.741 maschi e 3.348 femmine.